# Lurgrotte
La Lurgrotte es una cueva kárstica, la cueva más grande de los Alpes orientales de Estiria, Austria. Se encuentra a unos 16 km al norte de   Graz y cruza la región del karst de Tannenben. La cueva tiene dos entradas accesibles, una en el pueblo de Semriach y la otra en el pueblo de Peggau. En la entrada de Semriach, el río Lur se filtra en la cueva. En la entrada de Peggau, el río Schmelz emerge desde dentro de la cueva, corre hacia el oeste y en algunos lugares se une al río Mur.

## Historia
Los arqueólogos han encontrado materiales en y alrededor de la cueva que indica que ha estado habitada desde el Paleolítico. Un espécimen, un hueso de reno con marcas de herramientas, ha sido fechado por radiocarbono en aproximadamente 52,000 años atrás.
La cueva fue primero explorada científicamente por el italiano Max Brunello el 1 de abril de 1894. Si bien los lugareños conocían las partes más altas de la cueva, Brunello fue el primero en descubrir la parte más baja de la cueva.
El 29 de abril de 1894, siete espeleólogos entraron en la Lurgrotte a pesar de las fuertes lluvias que se estaban produciendo. Se produjo una inundación repentina mientras estaban dentro y estuvieron atrapados durante diez días. El emperador Francisco José I aprobó una acción de rescate, empleando a un gran número de trabajadores, mineros y buzos que rescataron con éxito a los espeleólogos atrapados.
En febrero de 1905, los miembros del Club austriaco de turismo estudiaron 1.002 m de pasajes dentro de la cueva de la Lurgrotte.
En la década de 1920, el explorador de cuevas Hermann Mayer trabajó con su padre para desarrollar la parte de Peggauer de la Lurgrotte a fin de que fuese accesible a los visitantes.   Además, intentaron encontrar una conexión entre la entrada de Peggauer y la entrada de Semriach. El 26 de noviembre de 1924, la ruta fue despejada con explosivos, pero hasta 1935 no fue posible cruzar de un extremo al otro.
El 23 de mayo de 1926, la pionera exploradora de cuevas Leopoldine Fuhrich sufrió una caída de unos 20 metros y murió  mientras exploraba la Lurgrotte. Existe una placa conmemorativa de ella dentro de la cueva.
El 24 de febrero de 1927 se realizó una subasta en la ciudad de Frohnleiten para la explotación turística de  la gruta, que incluía: un restaurante, dos mansiones y 35.359 m de suelo, con el fin de preservar la Lurgrotte como una empresa nacional. El 8 de julio de 1927, el Tribunal de Distrito de Frohnleiten celebró otra  subasta de la Lurgrotte, que finalmente ganó un comerciante de vinos llamado Pezzi. Pezzi tenía la idea de convertir la Lurgrotte en una cueva para espectáculos y construir un ferrocarril  a través de la cueva.
En 1935 se consiguió cruzar completamente la cueva con un recorrido de unos 5 km de largo. En los años siguientes la Lurgrotte fue convertida en una cueva de espectáculos, con infraestructuras como puentes, pasarelas y luces añadidas para el recreo de los visitantes.  A partir de 1962, los visitantes pudieron deambular por toda la cueva hasta 1975, cuando partes de la infraestructura fueron arrastradas por una gran inundación. Debido a que la inundación se repite anualmente, la infraestructura completa nunca ha sido reparada.

## Hidrología

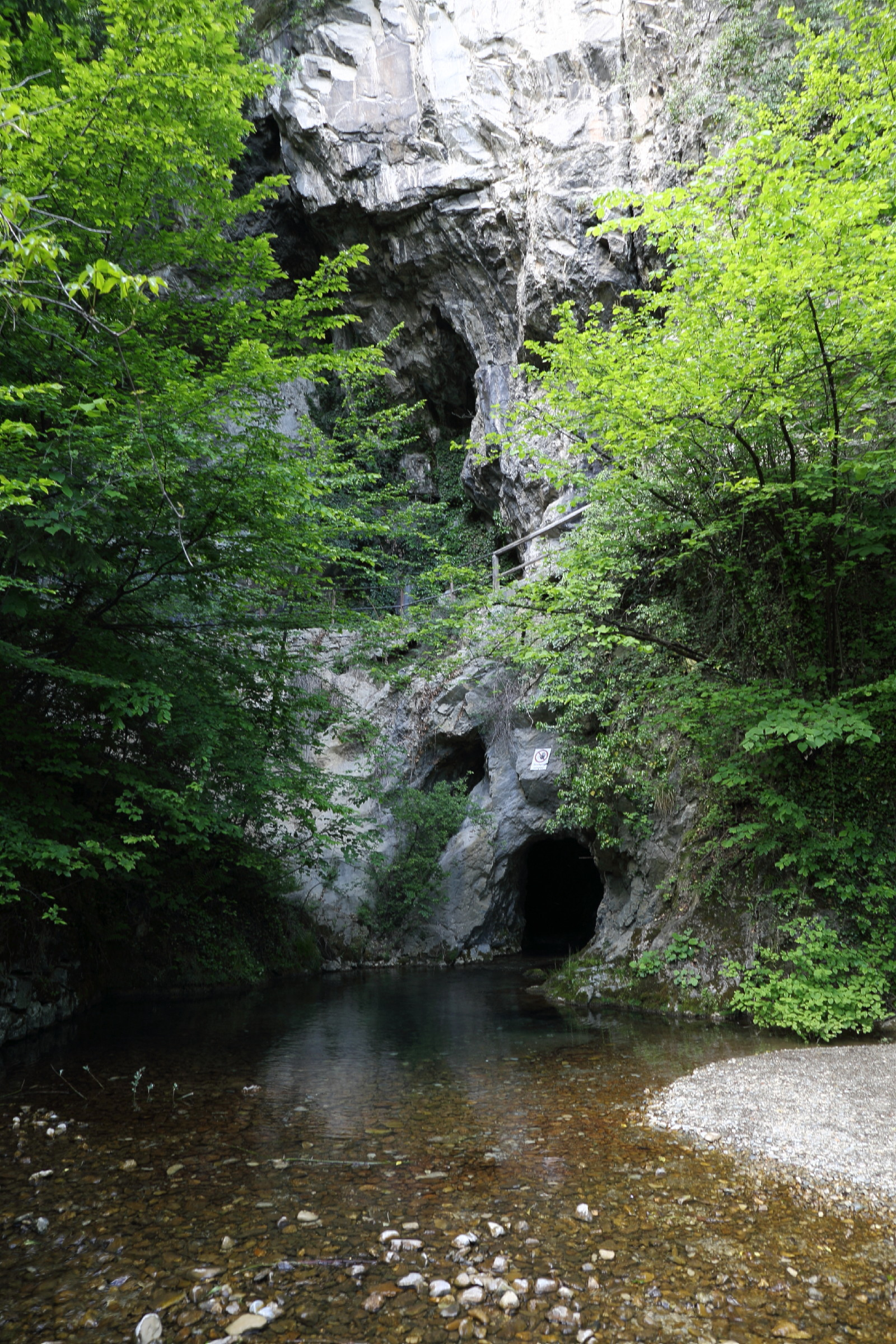
El río Schmelz emerge desde la entrada de Peggau en la Lurgrotte.

La Lurgrotte es una cueva compleja de tres niveles que forma un sistema que drena toda el área del karst de Tanneben. Debido a su complejidad y la dificultad para explorar los numerosos canales subterráneos de la cueva, la hidrología de la cueva es poco conocida. Se sabe que el río Lur se interna en la entrada de Semriach, y el río Schmelz sale por el lado de Peggau. Cuando la lluvia es intensa, el exceso de agua del sistema Lur puede desbordarse al sistema Schmelz, por lo que se confirma que existe una conexión de alto nivel de agua entre los dos, aunque su ubicación y extensión aún se desconocen.
Los intentos de rastrear la corriente de salida utilizando tinte han demostrado que el agua del Lur emerge en manantiales al sur de la cueva, mientras que la corriente del Schmelz parece originarse en las fuentes al norte de la Lurgrotte.

## Turismo
Desde la inundación de 1975, ya no es posible cruzar las cuevas de un lado a otro. Los visitantes pueden, en cambio, recorrer un área reducida en cada extremo de la cueva. Desde Peggau, las visitas guiadas regulares pueden penetrar alrededor de 1 km en la cueva, aunque en el invierno hay recorridos más largos de hasta 4 km, pero con cita previa.
Desde Semriach, los turistas tienen acceso a aproximadamente 2 km de la extensión de la cueva, incluida su galería más grande, llamada Big Dome o Bear Grotto debido a los huesos de oso de las cavernas que se han encontrado en su interior. Con 120 m de largo, 80 m de ancho y unos 40 m de altura, es una de las salas subterráneas más grandes de Europa Central.